# Insulele Marshall
Insulele Marshall este o țară insulară în Oceanul Pacific. Este o republică situată în Micronezia.

## Istorie
Insulele au fost descoperite de spanioli în prima jumătate a secolului al XVI-lea și au fost explorate de căpitanul britanic John Marshall (1788), de la care și-au primit și numele. Între anii 1885-1914 ele s-au aflat sub protectorat german, iar în timpul celui de-al Doilea Război Mondial zona făcea parte din prima linie de apărare japoneză. În anul 1944 insulele au fost cucerite de americani, care le-au administrat până în 1990, când țara și-a căpătat independența. Pe insulele Bikini și Enewetak, S.U.A. au efectuat experimente nucleare.

## Geografie
Republica Insulelor Marshall este un stat insular în Oceanul Pacific, la nord de Ecuator, între arhipelagurile Caroline și Hawaii, având o suprafață de 181 km2.
Teritoriul țării ocupă câteva sute de insule (32 de atoli, 867 de recifi), dispuse în două șiruri: Ralik în vest și Ratak în est.
Clima este ecuatorială, determinând o vegetație tropicală (arborescentă), dominată de bananieri și palmieri, dar și o faună bogată în păsări, pești.

## Demografie
În anul 2002, Republica Insulelor Marshall a înregistrat o populație de aproximativ 73.630 de locuitori, iar în anul 2006 doar 60.442 de locuitori, o scădere de 13.630 de locuitori. Densitatea populației este de 338,8 loc./km2.
Capitala, Majuro, avea (în 2006) o populație de 28.600 de locuitori, aproximativ 50% din populația totală a țării. Alte orașe importante: Ebeye, Jahrit ș.a.
Limbi oficiale ale statului sunt engleza și marshalleza.
Componența etnică: micronezieni, americani.
Culte religioase: creștinism (protestanți, catolici).

## Districtele Republicii Insulelor Marshall
Insulele Marshall cuprind 31 de districte:
| - Atolul Ujelang - Atolul Enewetak - Atolul Bikini - Atolul Rongelap - Atolul Rongerik - Atolul Ailinginae - Atolul Wotho - Atolul Ujae - Atolul Bikar - Atolul Utirik - Atolul Taka | - Atolul Likiep - Atolul Ailuk - Insula Jemo - Atolul Wotje - Atolul Aur - Atolul Majuro - Atolul Lae - Atolul Ailinglaplap - Atolul Ebon - Atolul Kwajalein (*) | - Atolul Jaluit - Atolul Knox - Atolul Namorik - Atolul Erikub - Atolul Kili - Atolul Arno - Atolul Mili - Insula Lib - Atolul Jabwot - Atolul Namu |

(*) Atolul Kwajalein este cel mai mare atol din lume; inelul coraligen este lung de 283 km, închizând o lagună de 2850 km. Are o formă ovală, măsurând 65 km lungime și aproape 30 km lățime.

## Economie
Economia țării este dependentă de asistența financiară străină, fiind totodată bazată și pe surse proprii: pescuit, agricultură (palmieri de cocos, casava), turism, servicii și operații bancare. Domeniul exporturilor este slab dezvoltat, exportându-se cu precădere pește, copră, ulei de cocos, fructe. și importându-se echipamente industriale, mijloace de transport, combustibili. Comerțul extern se realizează cu state precum SUA, Japonia, Australia și unele țări vest-europene.

## Patrimoniu mondial UNESCO
Atolul Bikini, pe care s-au efectuat în trecut teste atomice, a fost înscris în anul 2010 pe lista patrimoniului mondial UNESCO.